# بيدون روزيتا
بيدون روزيتا (بالألمانية: Rosetta Pedone ) (و. 1983 – م) هي ممثلة، وممثلة مسرحية، وممثلة أفلام من ألمانيا .

## روابط خارجية
- بيدون روزيتا على موقع IMDb (الإنجليزية)
- بيدون روزيتا على موقع ألو سيني (الفرنسية)
- بيدون روزيتا على موقع قاعدة بيانات الفيلم (الإنجليزية)
- بيدون روزيتا على موقع كينوبويسك (الروسية)